# Liste der Bodendenkmale in Farven
In der Liste der Bodendenkmale in Farven sind die Bodendenkmale der niedersächsischen Gemeinde Farven aufgeführt. Die Quelle ist der Denkmalatlas Niedersachsen. 
Der Stand der Liste ist der 12. Dezember 2024.
Allgemein

Farven im Landkreis Rotenburg (Wümme)

In den Spalten finden sich folgende Informationen des Bodendenkmales:
Lagegeographische Koordinaten
BezeichnungBezeichnung lt. Denkmalatlas
BeschreibungBeschreibung lt. Denkmalatlas
IDObjekt-ID
BildBild, ggf. zusätzlich mit Link zu weiteren Fotos im Medienarchiv Wikimedia Commons.

## Byhusen
| Lage                        | Bezeichnung           | Beschreibung | ID       | Bild           |
| --------------------------- | --------------------- | --- | -------- | -------------- |
| 53° 27′ 29″ N, 9° 17′ 30″ O | Byhusen 5, Grabhügel  | Ehemals annähernd rund, Dm. ca. 20 m. Im Jahr 2000 waren im Norden noch randliche, allerdings zergrabene Bereiche mit H. bis ca. 1 m erhalten. Zentraler und südlicher Bereich abgetragen. Bereits vor 1931 auf der Suche nach Feldsteinen gestört worden.                                                                  | 28962618 | BW             |
| 53° 26′ 57″ N, 9° 18′ 0″ O  | Byhusen 9, Grabhügel  | Durchmesser ca. 26 m und Höhe ca. 3 m. | 28962748 | BW             |
| 53° 26′ 47″ N, 9° 17′ 1″ O  | Byhusen 31, Grabhügel | Durchmesser ca. 18 m und Höhe ca. 1 m. | 28962503 | BW             |
| 53° 26′ 47″ N, 9° 17′ 0″ O  | Byhusen 32, Grabhügel | Durchmesser ca. 17,4 m und Höhe ca. 0,6 m. | 28962504 | BW             |
| 53° 26′ 17″ N, 9° 17′ 36″ O | Byhusen 39, Grabhügel | Durchmesser ca. 16,5 m und Höhe ca. 1 m. Einziger erhaltener einer Gruppe von ehemals 6 Hügeln. | 28962644 | BW             |
| 53° 26′ 13″ N, 9° 17′ 7″ O  | Byhusen 44, Grabhügel | Durchmesser ca. 16 m und Höhe ca. 1,5 m. Einziger erhaltener einer Gruppe von ehemals 6 Hügeln. | 28959062 | BW             |
| 53° 26′ 14″ N, 9° 17′ 1″ O  | Byhusen 47, Grabhügel | Durchmesser ca. 11 m und Höhe ca. 1,4 m. Mitte hoch gewölbt, Ost-Hälfte tief abgegraben. Oberfläche stark zerklüftet. Rand deutlich abgesetzt, im Norden, Westen und Süden stark angepflügt. Am West-Rand tiefer Graben von Nord nach Süd.                                                                                  | 28959084 | BW             |
| 53° 26′ 16″ N, 9° 16′ 21″ O | Byhusen 51, Grabhügel | Langhügel mit Ost-West-Ausrichtung, 27 × 12 m; H. im Norden noch bis 0,5 m. Rand der Nord-Hälfte abgesetzt. Süd-Hälfte von Feldweg angeschnitten und zerstört; rezenter Erdaufwurf zum Weg. Viele Findlinge freiliegend. Die Steine einer ursprünglich vermutlich vorhandenen Steinkiste wurden wohl im 19. Jh. ausgehoben. | 28962234 | Weitere Bilder |

## Farven
| Lage                        | Bezeichnung          | Beschreibung | ID       | Bild |
| --------------------------- | -------------------- | --- | -------- | ---- |
| 53° 27′ 21″ N, 9° 19′ 15″ O | Farven 1, Grabhügel  | Durchmesser ca. 20 m und Höhe ca. 0,7 m. Ebenmäßig gewölbt. Über die Ost-Seite tiefe Rückespur.                        | 28962642 | BW   |
| 53° 25′ 3″ N, 9° 19′ 37″ O  | Farven 25, Grabhügel | Durchmesser ca. 37 m und Höhe ca. 1,3 m. Sehr weit, nur flach gewölbt, Rand sanft auslaufend. Zahlreiche Einsenkungen. | 28961896 | BW   |
| 53° 25′ 2″ N, 9° 19′ 34″ O  | Farven 26, Grabhügel | Dm. (N-S) 19 m, (O-W) 16 m; H. 0,7 m.                                                                                  | 28961897 | BW   |
| 53° 25′ 10″ N, 9° 17′ 33″ O | Farven 63, Grabhügel | Durchmesser ca. 4,5 m und Höhe ca. 0,3 m                                                                               | 28961767 | BW   |
| 53° 26′ 49″ N, 9° 18′ 22″ O | Farven 87, Grabhügel | Maße (N-S) 20 m, (O-W) 9 m; H. bis 1,2 m. Östlicher Teil planiert.                                                     | 28962749 | BW   |

### Farven 28
- ID:28961797
- Gruppe von drei Grabhügeln. Zwei rundlich mit Dm. 13 – 15 m, durch größere Eingrabungen insbesondere im Zentrum gestört.

| Lage                       | Bezeichnung | Beschreibung                                | ID       | Bild |
| -------------------------- | ----------- | ------------------------------------------- | -------- | ---- |
| 53° 25′ 2″ N, 9° 18′ 58″ O | Farven 28   | Durchmesser ca. 15 m und Höhe ca. 1 m.      | 28961796 | BW   |
| 53° 25′ 2″ N, 9° 19′ 3″ O  | Farven 29   | Durchmesser ca. 10 × 14 m und Höhe ca. 1 m. | 28961795 | BW   |
| 53° 25′ 1″ N, 9° 19′ 9″ O  | Farven 30   | Durchmesser ca. 13 m und Höhe ca. 1 m.      | 28961794 | BW   |